# Rektifikace kružnice
Rektifikace kružnice je jeden ze známých matematických problémů starověku (společně s kvadraturou kruhu, trisekcí úhlu a zdvojením krychle). Je to úloha matematicky ekvivalentní ke kvadratuře kruhu. Úkolem je sestrojit ke kružnici úsečku o stejné délce (tedy obvod kruhu se bude rovnat délce úsečky) pomocí tzv. eukleidovské konstrukce, tedy pouze pravítkem a kružítkem.
K úplnému důkazu o nemožnosti řešení těchto matematických problémů se dospělo až v 18. a 19. století zásluhou francouzských a německých matematiků (Pierre Laurenta Wantzela, Johanna Heinricha Lamberta a Ferdinanda Lindemanna).

## Ekvivalence s kvadraturou kruhu
Problém rektifikace kružnice je problém totožný ke kvadratuře kruhu (narýsování čtverce ke kruhu se stejným obsahem pomocí eukleidovské konstrukce), ačkoliv se tak k němu napříč historií nepřistupovalo.
Důvod, proč se jedná o ekvivalentní úlohu, je zřejmý: 
Mějme kružnici o poloměru {\displaystyle r}. Taková kružnice má potom obvod {\displaystyle O} a obsah {\displaystyle S}:
{\displaystyle O=2\pi r}
{\displaystyle S=\pi r^{2}}
Dosadíme-li z prvního vztahu do druhého, získáme rovnici:
{\displaystyle S={\frac {1}{2}}Or}
Z ní vyplývá, že obsah kruhu je stejný, jako obsah trojúhelníku o straně {\displaystyle O} a výšce {\displaystyle r}. K takovému trojúhelníku lze ale narýsovat obdélník, potažmo čtverec o stejném obsahu – pomocí rektifikace kružnice se podařilo získat čtverec o stejném obsahu jako daná kružnice.

## Konkrétní postupy
Přibližné postupy pro rektifikaci kružnice nebo její části se v matematice (a především v technickém kreslení) často používají. Vzdálenosti jsou ovšem samozřejmě zkreslené, v konkrétních případech ale mohou být tyto metody poměrně přesné. Pro oba dva následující příklady platí, že zobrazená délka je vždy kratší než skutečná délka kružnice, resp. oblouku.

### Kochaňského rektifikace
Tato rektifikace, pojmenovaná podle polského matematika Adama Adamandy Kochańského, je konstrukce používaná pro narýsování úsečky o délce půlkružnice, popřípadě celé kružnice.

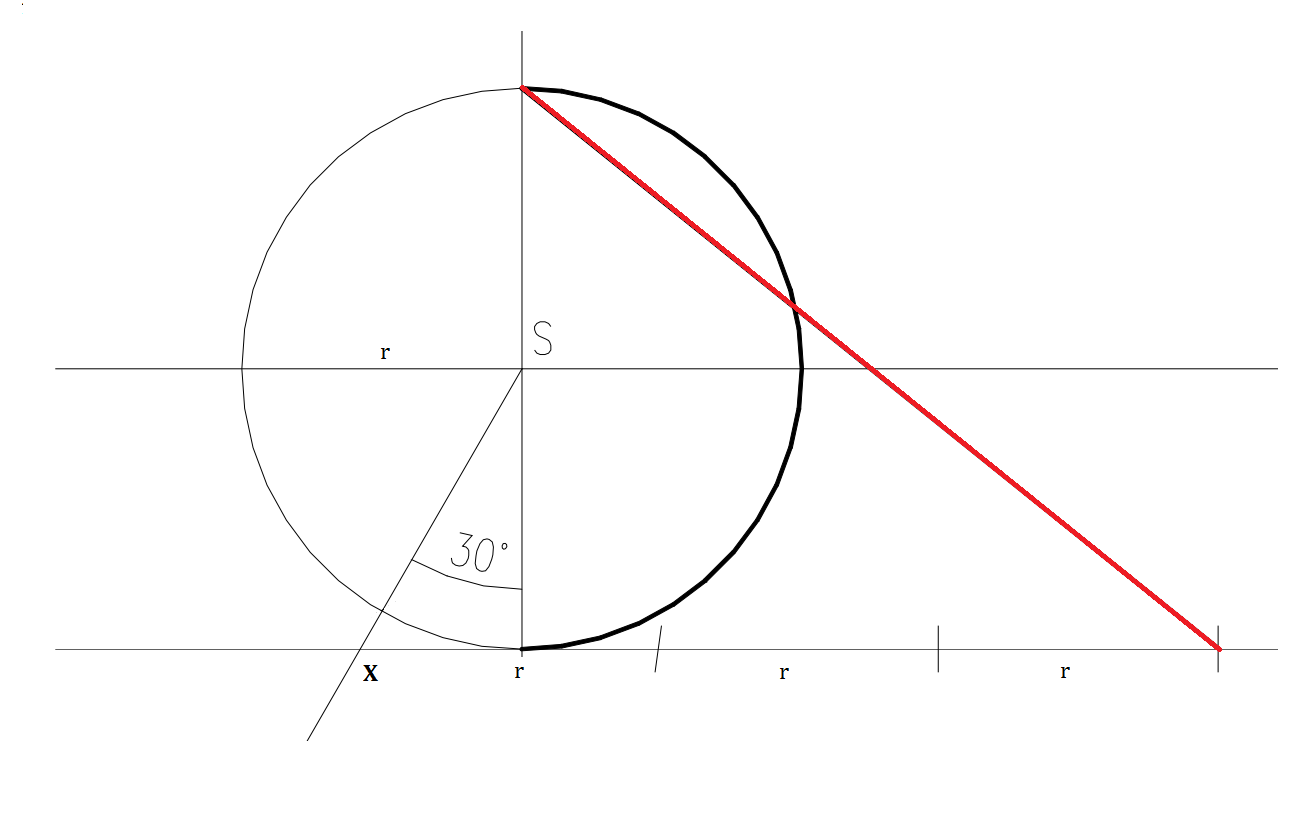
Kochaňského rektifikace. Červeně je vyznačena přenesená délka tučného oblouku. Délka je touto metodou samozřejmě zkreslená – je menší, než skutečná délka

### Sobotkova rektifikace
Sobotkova rektifikace se používá pro rektifikaci kruhových oblouků, pro jejichž středový úhel platí, že {\displaystyle \varphi \lneq 60^{\circ }}. Je nazvána podle českého matematika Jana Sobotky.

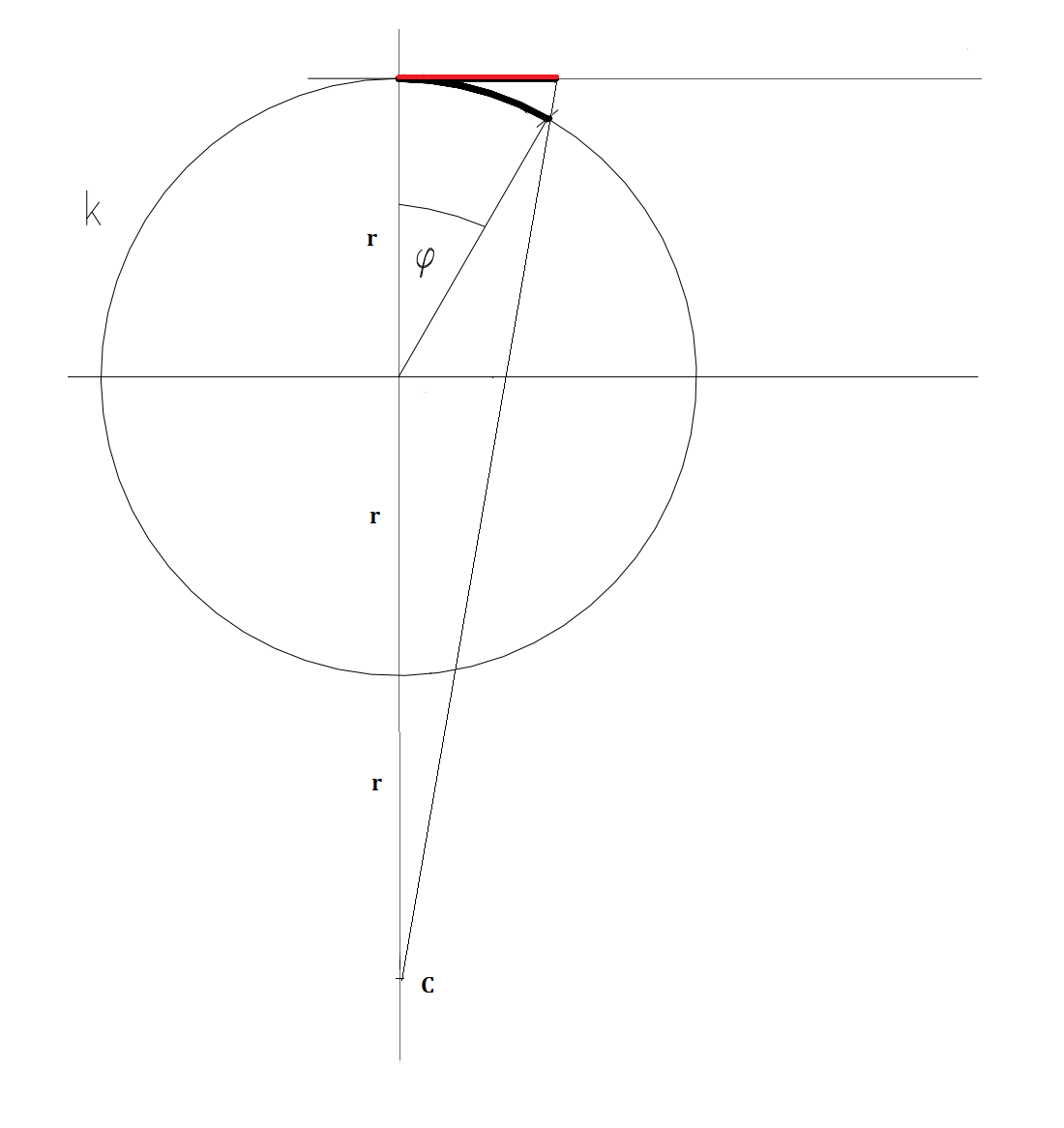
Sobotkova rektifikace. Červeně je vyznačena přenesená délka tučného oblouku. Tato metoda se používá pro oblouky s menším středovým úhlem. Délka je touto metodou samozřejmě zkreslená – je menší, než skutečná délka